# Ari Gold (Musiker)

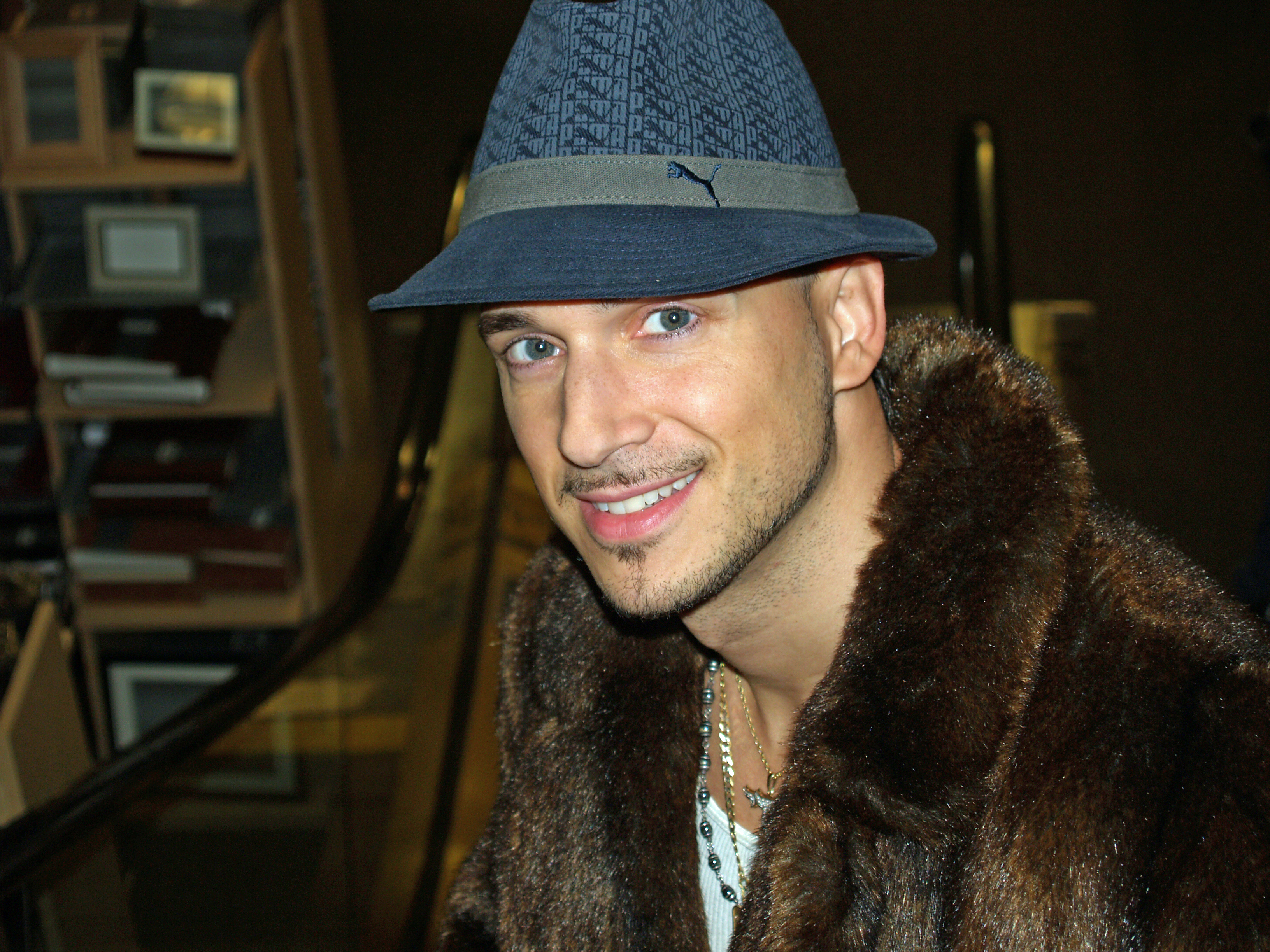
Ari Gold (2007)

„Sir“ Ari Gold (* 11. Februar 1974 in New York City; † 14. Februar 2021) war ein US-amerikanischer Pop- und R&B-Sänger, Songschreiber und LGBT-Aktivist.

## Leben
Ari Gold wurde 1974 in der New Yorker Bronx geboren, wo er in einer orthodoxen jüdischen Familie aufwuchs. Er war der jüngste von drei Brüdern. Seine Karriere als Sänger begann bereits als Kind. Zur Bar Mitzwa seines älteren Bruders sang er und wurde von einer Talentagentur entdeckt. Es folgten über 400 Jingles für Kindersendungen. Außerdem lieh er auch Kinderfiguren in diversen Musicals seine Stimme. Ein Beispiel für seine Begabung war der Auftritt in der Fernsehsendung The Joe Franklin Show, wo der Siebenjährige das Lied Yankee Doodle Dandy sang. 1984 war er laut seiner offiziellen Website auch auf dem Album Swept Away von Diana Ross zu hören, vermutlich im Kinderchor des Liedes We Are the Children of the World. Für die CBS sang er als Kind die Platte Polly Belly Bear – Song and Stories. Auch als Backgroundsänger von Cyndi Lauper war er tätig.
Gold besuchte die Ramaz Highschool in New York, eine Schule für jüdische Kinder, und begann nach seinem Highschool-Abschluss ein Studium an der Yale University, das er an der New York University beendete. Danach tingelte er zunächst durch eine Reihe von Clubs in New York. Sein erstes Album Ari Gold erschien 2000. Eine Tournee führte ihn in rund 50 Städte der USA und Kanadas, und er trat auch in Frankreich, Italien, der Schweiz, Belgien und Tschechien auf. Weitere CDs und Alben folgten. Er nannte sich auch „Sir“ Ari Gold, um sich von der gleichnamigen Serienfigur aus der Fernsehserie Entourage zu unterscheiden.
Seinen größten Erfolg hatte er 2001 mit dem gemeinsam mit DJ Luck & MC Neat veröffentlichten Lied I’m All About You, das es bis in die Top 20 der britischen Pop-Charts schaffte. Gold wurde hier als Featuring genannt und war auch am Songwriting beteiligt. Ein Jahr später hatte das New Yorker House-Duo Automagic mit dem unter anderem von Gold geschriebenen Titel I’ll Be Here einen Top-10-Erfolg in den Dance-Charts der USA. Gold sang auch im Duett mit Sarah Dash, einem ehemaligen Mitglied der Band Labelle. Mit der Komponistin und Songwriterin Diane Warren arbeitete er ebenfalls zusammen. Der Song Human war ein Cover-Song von The Human League, dessen Video an James Bidgoods Pink Narcissus angelehnt war und in dem Gold als Pan ähnlich wie Bobby Kendall zu sehen war.
Gold lebte in New Yorks Lower Eastside. Als Aktivist setzte er sich für Menschenrechte, gegen die Verbreitung von AIDS und für Obdachlose ein. Der offen schwul lebende Musiker hielt in den Vereinigten Staaten Vorträge in liberalen jüdischen Einrichtungen, die sich mit der Frage nach orthodoxem Judentum und Homosexualität vor allem junger Männer beschäftigten. 2005 erschien im Bruno Gmünder Verlag ein Bildband mit Modellaufnahmen von Ari Gold mit dem Titel Ari Gold. Photographs and Illustrations. Er setzte sich für das Erbe jüdischen Gesangguts ein und hat an einer CD mit jüdischen Kinderliedern mitgewirkt. Er wurde auch zur Hauptfigur eines Theaterstücks, das sich mit seiner Karriere beschäftigt: Ari Gold – Untitled: The Making of a Gay Popstar. Für die Modemarke von Boy George, Rude, war er als Hauptmodel tätig.
Gold, der auch unter den Künstlernamen Goldnation und NGOR bekannt war, starb am 14. Februar 2021 im Alter von 47 Jahren an den Folgen einer Leukämieerkrankung, für die er bereits 2013 eine Knochenmarkstransplantation erhalten hatte. RuPaul, der seit 2002 ein enger Freund Golds war, verkündete den Tod des Sängers auf Twitter.

## Diskografie (Auswahl)
Alben
- 2000: Ari Gold (Gold 18)
- 2004: Space Under Sun (Gold 18)
- 2007: Transport Systems (Centaur Records)
- 2011: Between The Spirit & The Flesh (Gold 18)
- 2013: Play My F**Kn Remix: A Remixed Retrospective (Gold 18, Centaur Records)

## Auszeichnungen
- 2002: Outmusic-Award für Ari Gold
- 2007: USA Songwriting Competition Award für Where the Music Takes You
- 2008: Independent Music Award für Love Wasn’t Built in a Day